# Ragtime (película)
Ragtime es una película estadounidense de 1981, dirigida por Miloš Forman y basada en la novela homónima de E. L. Doctorow. Fue la última película del mítico actor James Cagney. El filme fue galardonado con el premio LAFCA en 1981 a la mejor música, compuesta por Randy Newman.

## Sinopsis
En Nueva York, a principios del siglo XX, un pacífico y exitoso pianista afrodescendiente de ragtime es víctima de la discriminación racial y defiende su dignidad. Su historia se va enlazando con otras historias de personajes neoyorquinos.